# قایق‌رانی (ورزش)

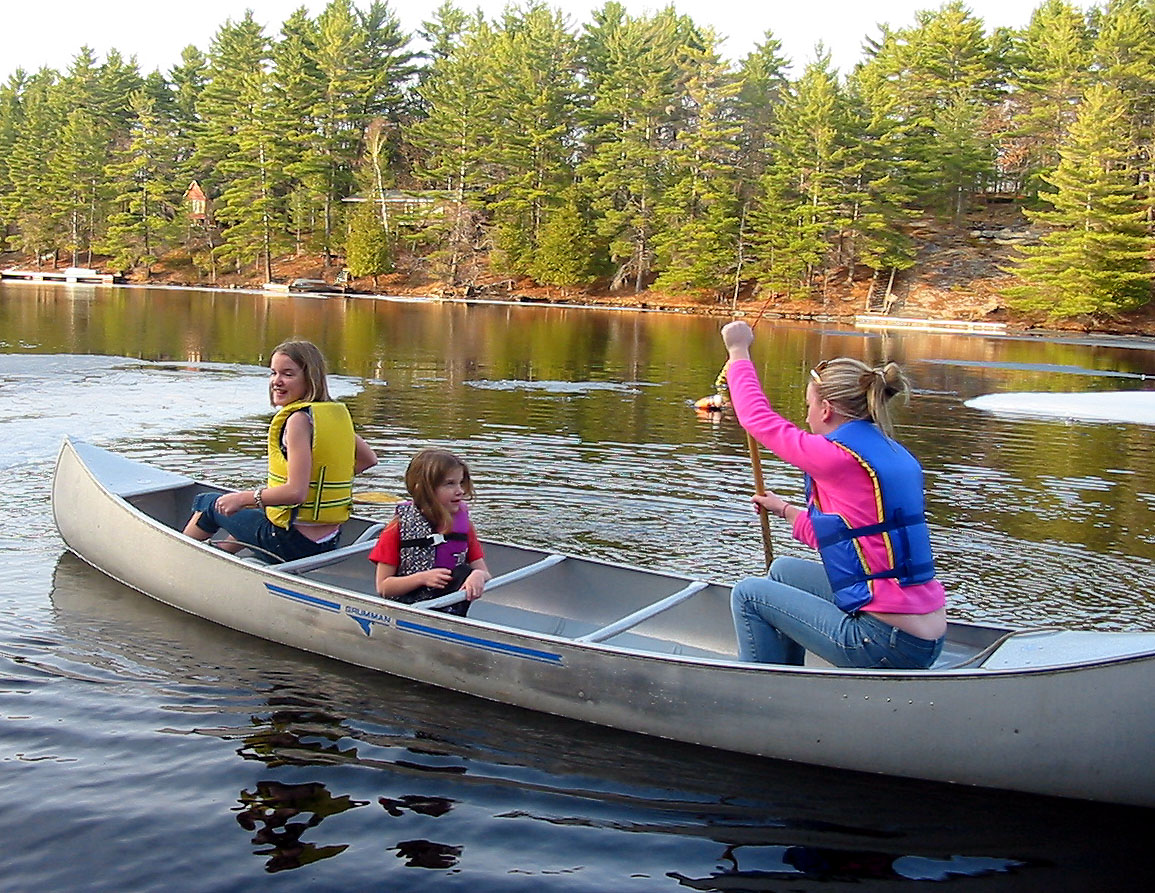

مسابقات اسپرینت ۴ نفره

قایقرانی (به انگلیسی: Canoeing) یک ورزش و تفریح در فضا باز است که توسط قایق‌های کانو و کایاک انجام می‌شود. در سطح بین‌الملی استفاده از هر دو قایق کایاک و کانو قایق‌رانی نامیده می‌شود.
این رشته ورزشی برای اولین بار در بازی‌های المپیک تابستانی ۱۹۳۶ برلین برگزار شده است.

## مسابقات
- اسپرینت
  - کایاک
    - K-1: کایاک تک نفره
    - K-2: کایاک دو نفره
    - K-4: کایاک دو نفره

  - کانو
    - C-1: کانو تک نفره
    - C-2: کانو دو نفره
    - C-4: کانو چهار نفره

۲۰۰ متر، ۵۰۰ متر، ۱۰۰ متر، و «مسابقات راه دور» مانند ۲ کیلومتر و ۶ کیلومتر
- اسلالوم
  - کایاک
    - K-1: کایاک تک نفره

  - کانو
    - C-1: تک نفره
    - C-2: دو نفره
- کانو پولو